# Gerhard Groth
Gerhard Groth (20 de Agosto de 1917 - 10 de Abril de 1997) foi um comandante de U-Boot que serviu na Kriegsmarine durante a Segunda Guerra Mundial.